# Грабовница (Чазма)
Грабовница је насељено место у саставу града Чазме у Бјеловарско-билогорској жупанији, Република Хрватска.

## Историја
Грабовница је родно место српског књижевника, аустријског генерал-мајора Петра Прерадовића. Оно је у то време (1818) било у саставу Ђурђевачке регименте. Отац Јован Прерадовић граничарски официр са службом у Грабовници је потицао из граничарске породице из Грубишног Поља. Мали Петар је крштен у православној парохијској цркви у суседној Малој Трешњевици, у чијој су порти касније и његови родитељи сахрањени. Основну школу је млади Прерадовић завршио у родном месту.
Почетком 20. века Грабовница са својим православним Србима чинила је православну парохијску филијалу села Мала Трешњевица.
У Грабовници постоји од 1968. године Прерадовићев музеј. Родна (пре "официрска") кућа је сачувана и претворена у музеј; на њој је 1902. године постављена спомен-плоча, а 1978. године испред куће и спомен-биста књижевникова.
До територијалне реорганизације у Хрватској налазила се у саставу старе општине Чазма.

## Становништво
На попису становништва 2011. године, Грабовница је имала 379 становника.

## Попис1991.
На попису становништва 1991. године, насељено место Грабовница је имало 460 становника, следећег националног састава:
| Попис 1991.‍  | Попис 1991.‍  | Попис 1991.‍ | Попис 1991.‍ | Попис 1991.‍ |
| ------------ | ------------ | ----------- | ----------- | ----------- |
|              |              |             |             |             |
| Хрвати       | Хрвати       |             | 430         | 93,47%      |
| Срби         | Срби         |             | 10          | 2,17%       |
| Албанци      | Албанци      |             | 4           | 0,86%       |
| Југословени  | Југословени  |             | 3           | 0,65%       |
| Италијани    | Италијани    |             | 1           | 0,21%       |
| Муслимани    | Муслимани    |             | 1           | 0,21%       |
| Немци        | Немци        |             | 1           | 0,21%       |
| Словенци     | Словенци     |             | 1           | 0,21%       |
| Чеси         | Чеси         |             | 1           | 0,21%       |
| неопредељени | неопредељени |             | 6           | 1,30%       |
| непознато    | непознато    |             | 2           | 0,43%       |
| укупно: 460  |              |             |             |             |